# 항공심리학
항공심리학(Aviation psychology) 또는 항공우주심리학(aerospace psychology)은 항공의 심리적 측면을 연구하는 심리학의 한 분야로, 직업 지원자의 선택을 개선하여 효율성을 높이고 항공기 사고의 심리적 원인을 규명하며 인지 심리학을 적용하여 인간의 행동, 행동, 항공의 인지 및 감정 과정, 직원 간의 상호 작용. 항공심리학은 1920년대 초 소련에서 항공의학과 직업심리학의 발전과 함께 시작되었다. 지구에서 인간이 분리되면 공간 방향이 크게 변경된다. 가속, 기압 강하, 대기 구성의 변화는 신경계에 상당한 영향을 미칠 수 있으며 중단 없는 집중과 신속한 결정이 필요하다. 현재 항공심리학 연구는 공학심리학의 틀 내에서 발전하고 있다.

## 같이 보기
- 응용심리학